# 岡山県道284号東安倉鴨方線
岡山県道284号東安倉鴨方線（おかやまけんどう284ごう ひがしあくら かもがたせん）は、岡山県浅口市を通る一般県道である。

## 概要
浅口市の寄島町より安倉乢を経て鴨方町六条院東へ至る南北連絡型の市域内完結路線である。

### 路線データ
- 起点：岡山県浅口市寄島町（岡山県道47号倉敷長浜笠岡線交点）
- 終点：岡山県浅口市鴨方町六条院東（六条院東交差点、国道2号交点）
- 実延長：4.9 km[注釈 1][1]

## 歴史
安倉街道、寄島街道、安倉道などと呼ばれていた安倉乢越えの旧街道を原形とする。この乢越えの旧街道は、道路として1921年（大正10年）に改修工事に着手し、翌1922年（大正11年）に竣工した。

### 年表
- 1960年（昭和35年）3月18日 - 岡山県告示第335号により認定。
- 1972年（昭和47年） - この頃、現行の県道番号に変更[注釈 2]。
- 2006年（平成18年）3月21日 - 浅口郡のうちの鴨方町、金光町、寄島町の3町が対等合併し、浅口市が発足。これにより市域内完結路線となる。
- 2019年（平成31年）3月19日 - 14時に岡山県告示第97号・98号により鴨方町六条院東地内の新道[注釈 3]が供用開始[6][7][資料 1]。
- 2020年（令和2年）3月31日 - 岡山県告示第188号により鴨方町六条院東地内の現道[注釈 4]が新道に一本化され、ダブルウェイを解消[8]。

## 地理

### 通過する自治体
- 岡山県
  - 浅口市

### 交差する道路
| 交差する道路                                          | 交差する場所   | 交差する場所          |
| ----------------------------------------------------- | -------------- | --------------------- |
| 岡山県道47号倉敷長浜笠岡線                            | 寄島町         | 起点                  |
| 岡山県道431号六条院東里庄線                           | 鴨方町六条院東 |                       |
| 国道2号 / 玉島笠岡道路 岡山県道471号南浦金光線 / 新道 | 鴨方町六条院東 | 浅口金光IC            |
| 国道2号                                               | 鴨方町六条院東 | 六条院東交差点 / 終点 |

### 沿線
- 安倉八幡神社（浅口市寄島町）

応神天皇、仲哀天皇、神功皇后を祭神とする。浅口市指定重要文化財の大樟（クスノキ）がある。
- 殿山古墳（浅口市寄島町）

浅口市指定重要文化財。古墳時代後期の横穴式石室（長さ：約3.8 m、幅：約1.4 m、高さ：約1 m、天上石：2枚）がある。覆土は流失しているものの、石室はほぼ完全に残っている。
- 鳴滝不動庵（浅口市寄島町）

円珠院（鴨方町六条院西）に属し、不動明王を祀る。"アタマノワルヒト"に霊験があるとされる。
- 不動の滝（鳴滝）（浅口市寄島町）

竜王山（鴨方町）を源とする鳴滝川の下流にかかる滝（高さ：20 m、幅：5 m、いわゆる岩垂の滝）。
- JR西日本山陽本線 鴨方駅（終点付近）